# Robert Williams (arquero)
Robert Williams (Chambersburg, 24 de enero de 1841-Washington D. C., 10 de diciembre de 1914) fue un deportista estadounidense que compitió en tiro con arco, en la modalidad de arco recurvo. Participó en los Juegos Olímpicos de San Luis 1904, obteniendo tres medallas, una de oro y dos de plata.

## Palmarés internacional
| Juegos Olímpicos | Juegos Olímpicos          | Juegos Olímpicos | Juegos Olímpicos      |
| Año              | Lugar                     | Medalla          | Prueba                |
| ---------------- | ------------------------- | ---------------- | --------------------- |
| 1904             | San Luis (Estados Unidos) | Medalla de oro   | Equipo                |
| 1904             | San Luis (Estados Unidos) | Medalla de plata | Doble ronda americana |
| 1904             | San Luis (Estados Unidos) | Medalla de plata | Doble ronda York      |